# Cyril Raffaelli
Cyril Raffaelli (ur. 1 kwietnia 1974) – francuski aktor, kaskader, akrobata. 

## Życiorys
Były mistrz Francji w boksie chińskim. Wystąpił jako Damien Tomaso w filmie 13 Dzielnica. Uprawia parkour.

## Filmografia (Obsada aktorska)
- 2010: Tekken Jako Instruktor karate
- 2009: 13 Dzielnica – Ultimatum (Banlieue 13 - Ultimatum) jako Damien Tomaso
- 2007: Szklana pułapka 4.0 (Live Free or Die Hard) jako Rand
- 2004: 13 Dzielnica (Banlieue 13) jako Damien Tomaso
- 2004: Purpurowe Rzeki II: Aniołowie Apokalipsy (Les Rivières pourpres II – Les anges de l'apocalypse) jako Kapłan-zabójca
- 2002: Młody Casanova (Il Giovane Casanova)
- 2002: Asterix i Obelix: Misja Kleopatra (Astérix & Obélix: Mission Cléopâtre) jako Legionista
- 2001: Pocałunek smoka (Kiss of the Dragon) jako Bliźniak 1
- 2001: Śmiertelny układ (Mortel transfert) jako złodziej
- 2000: Taxi 2 jako instruktor karate
- 1997: Nigdy ci nie skłamię (La Vérité si je mens) jako Insurance Rep